# Carl Julius Lénström

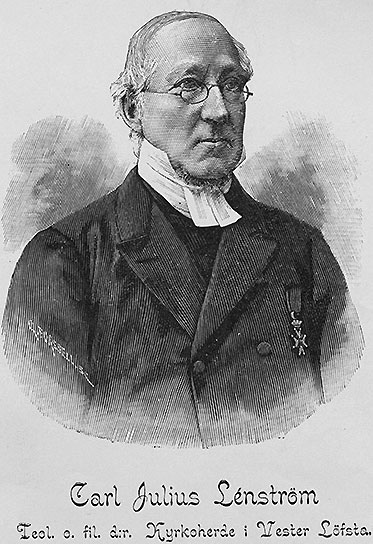
Carl Julius Lénström.

Carl Julius Lénström, född 7 maj 1811 i Gävle, död 6 april 1893 i Västerlövsta i Uppland, var en svensk präst och litteraturhistoriker.

## Biografi
Lénström blev 1828 student vid Uppsala universitet, 1833 filosofie magister, 1834 teologie kandidat och 1836 docent i litteraturhistoria.
Från mitten av 1830-talet skrev han flera böcker inom litteratur- och konsthistoria och även skönlitteratur. De skönlitterära försöken blev emellertid aldrig populära. Han var också en flitig recensent i bland annat Svenska litteraturföreningens tidning, Skandia, Freja och Svenska biet. Själv gav han ut tidskriften Eos (1839–1840). Han översatte till svenska Christopher Marlowes Doctor Faustus (1839) och litteraturvetenskapliga skrifter av Victor Hugo, Silvio Pellico, Sismondi, Hans Lassen Martensen, Theodor Mundt och andra.
Lénström beundrade Carl Jonas Love Almqvist. När Vilhelm Fredrik Palmblad skrev satir över Almqvist i Törnrosens bok, nemligen den äkta och veritabla (1840), är "kolskrivaren Flabbe" en karikatyr av Lénström. År 1840 utgav han Ulrika Carolina Widströms Samlade vitterhetsförsök, med en levnadsbeskrivning av Frans Michael Franzén, som blev en sådan framgång att han samma år belönades med Svenska Akademiens stora pris.
I början av 1840-talet insåg han att den akademiska karriären inom litteraturhistoria inte var framkomlig och han ägnade sig i stället åt teologin.  Lénström prästvigdes 1842, utnämndes 1843 till lektor i filosofi vid Gävle gymnasium samt blev 1845 kyrkoherde i Västerlövsta och Enåker i nuvarande Heby kommun. År 1860 utnämndes han till teologie doktor.
Han var far till Emma Wretlind, pionjär inom nykterhetsrörelsen Vita Bandet.

### Utgivare
- Afton-lectyr : samling af smärre interessanta berättelser till sällskapsläsning och sjelfnöje. Gefle: A. Wåhlin et comp. 1837-1838. Libris 19367148. https://runeberg.org/aftlect/
- Folk-sagor för gamla och unga : [utg. af C.J.Lennström]. Örebro. 1839–1844. Libris 2770789
- Widström, Ulrica Carolina (1840). Ulrika C. Widströms samlade witterhetsförsök  / med lefnadsteckning af Franzén ; utg. af C. J. Lénström. Stockholm. Libris 19655871. http://urn.kb.se/resolve?urn=urn:nbn:se:kb:eod-2022457